# 中村麻里子
中村麻里子（日语：中村 麻里子，1993年12月16日—）是前日本偶像女子團體AKB48 Team A的副隊長，出生於千葉縣，隸屬新榮製作。

## 來歷
2009年
- 9月20日參加AKB48第六回研究生（9期生）的甄選合格。

2010年
- 12月8日AKB48劇場5周年特別記念公演，與同期的大場美奈、島崎遙香、島田晴香、竹內美宥、永尾瑪利亞、森杏奈、山内鈴蘭發表成為正規成員昇格。

2011年
- 6月6日於MEETS PORT舉行的『「見逃した君たちへ」〜AKB48グループ全公演〜』，向日葵组 1st Stage「我的太阳」公演中發表新成立的Team 4[1]。

2012年
- 3月25日、演唱會『業務連絡。頼むぞ、片山部長! inさいたまスーパーアリーナ』的第3日公演中發表到移籍新榮製作[2][3]。
- 8月24日舉行的『AKB48 in TOKYO DOME 〜1830mの夢〜』初日公演中，發表因Team4的解体而調動到Team B的異動[4]。
- 9月1日、移籍打診があった新栄プロダクション傘下のシンエイVに正式に移籍[5]。
- 9月18日舉行的『AKB48第29張單曲選拔猜拳大會』中得到第8位，初次進入選抜[6]。

2014年
- 2月24日，於「AKB48集團大組閣祭」中宣布所屬隊伍由Team K轉移至Team A，並且擔任Team A副隊長[7]。

2017年
- 3月16日，參加明治學院大學畢業典禮[8]，之後於AKB48劇場的「我的太陽」公演中宣布，3月30日的公演後正式自AKB48畢業，4月起將進入SUN電視台，成為該台的約聘主播[9][10]。

## 人物
- 加入AKB48前為少女偶像，參加活動時經常戴著眼鏡。
- 官方宣布包括自己在內的9期生8位正規成員升格的同時，她恰巧因參加高中修學旅行，人正在夏威夷，直到回日本後才知道獲得升格的消息[11]。
- 喜歡的食物是蛤蜊湯、牛排、鮭魚卵、金槍魚，討厭的食物是酪梨、飛魚子[11]。
- 興趣是寫信讓別人看、觀看別人、電腦、閱讀、睡覺[11]。
- 憧憬的藝人有唐澤寿明、上野樹里、松下由樹。也很憧憬峯岸南擔任MC時的說話風格（talking）[11]。
- 暱稱「こまり」是為了與同名的篠田麻里子區別所取的。
- 與前AKB48成員增山加彌乃是同學兼朋友。[12]

## AKB48參加歌曲演出

### 單曲CD選抜曲
- 「馬尾與髮圈」中收錄
  - 我的YELL - THEATER GIRL名義
- 「機會的順序」中收錄
  - 水果‧雪 - Team研究生名義
- 「變成櫻花樹」中收錄
  - 黄金中心 - Team研究生名義
- 「Everyday、髮箍」中收錄
  - Anti - Team研究生名義
  - 人的力量 - Under Girls名義
- 「風正在吹」中收錄
  - 纜車道 - Under Girls 百合組組名義
  - 我們的花蕾 - Team 4+研究生名義
- 「崇尚麻里子」中收錄
  - 跑吧!企鵝 - Team 4名義
- 「GIVE ME FIVE!」中收錄
  - 榮格和佛洛伊德的情況 - Special Girls C名義
- 「仲夏的Sounds good!」中收錄
  - 3色之涙 - Special Girls 名義
- 「格子花紋」中收錄
  - 那一天的風鈴 - Waiting Girls名義
- 「UZA」中收錄
  - 不是正義使者的英雄 - Team B名義
- 永遠的壓力
- 「So long!」中收錄
  - 怎麼會在那裡踩到狗屎？- 「梅田TeamB」名義
- 「再見自由式」中收錄
  - 浪漫手枪 - 「Team B」名義
- 「真心電流」中收錄
  - Tiny T-shirt - 「Team B」名義
- 「勇往直前 (AKB48單曲)」中收錄
  - KONJO - 「Talking Chimpanzees」名義
- 「拉布拉多獵犬 (AKB48單曲)」中收錄
  - 你如此任性 - 「Team A」名義
- 「希望無限」中收錄
  - 順從的Slave - 「Team A」名義

### 劇場公演單曲
研究生「偶像的黎明」公演
1. 天国野郎

研究生「戀愛禁止條例」公演
1. 恋愛禁止条例

研究生「劇場的女神」公演
1. 男更衣室
2. 你好 我的初戀

TeamB 5th Stage「劇場的女神」公演
1. 男更衣室※

※近野莉菜的後備
1. 你好 我的初戀※

※佐藤すみれ的代演
TeamA 6th Stage「目擊者」公演
※仲川遙香的全員曲Under
1. ☆之彼方

※多田愛佳的小組Under
TeamK 6th Stage「RESET」公演
1. 檸檬的年紀（前座Girl）
2. 奇跡也趕不及合格※

※野中美鄉・宮澤佐江的代演
Team4 1st Stage「我的太阳」公演
1. 向日葵

## 出演

### 電視劇
- 馬路須加學園 最終話（2010年3月26日、東京電視台） - 飾 馬路須加女学園學生
- 馬路須加學園2 第8話 - 最終話（2011年6月3日 - 7月1日、東京電視台） - 飾 マリコ
- 私立馬鹿蘭高校（2012年4月14日 - 、日本電視台） - 飾 篠原香
- 馬路須加學園3 第8話（2012年9月7日、東京電視台） - 飾 女囚

### 綜藝節目
- アンラッキー研究所（2010年4月5日、日本電視台）
- 有吉AKB共和国（2010年6月15日 - 、TBS）
- 週刊AKB（2010年8月13日 - 不定期出演、東京電視台）
- 王様のブランチ（2010年11月13日、TBS）
- AKBINGO!（2011年2月10日 - 不定期出演、日本電視台）
- AKB48神TV（家庭劇場）
  - 特別節目〜年青研究生 in 關島〜（2011年4月17日）
  - 特別節目〜尋找澳大利亞的秘寶!〜（2011年11月6日）
- わいわいガチGOLF（2012年1月1日、東京電視台）

### 廣播
- がんばろう千葉!がんばろう日本!Stand up together!!（2011年6月12日、bayfm）
- 秋だ!千葉だ!観光だ!もぎたてスペシャル（2011年9月19日、TBS廣播）
- AKB48のオールナイトニッポン（2012年1月27日・6月22日・10月12日、日本放送）

### 紀錄節目
- (2015年6月21日、富士電視台)[13]

## 書籍

### 日曆
- 中村麻里子 2012年日曆（2011年11月19日、ハゴロモ）

## 外部連結
- AKB48官方網站（页面存档备份，存于）（日語）
- 新榮製作官方簡介（日語）
- 中村麻里子的X（前Twitter）（日語）